# سیدی شعیب (سیدی بلعباس)
سیدی شعیب (سیدی بلعباس) (به عربی: سيدي شعيب) یک شهرداری در الجزایر است که در استان سیدی بلعباس واقع شده‌است.